# 168
Het jaar 168 is het 68e jaar in de 2e eeuw volgens de christelijke jaartelling.

## Gebeurtenissen

### Italië
- Voorjaar - Keizer Marcus Aurelius verlaat met zijn stiefbroer Lucius Verus het door pest geteisterde Rome en verplaatst zijn hoofdkwartier naar Aquileia (Illyrië).
- Aurelius reorganiseert het Romeinse leger, hij trekt de Alpen over en valt Pannonië binnen. De Marcomannen worden bij Carnuntum teruggedreven over de Donau.

### China
- De 11-jarige Han Lingdi regeert (168-189) na het overlijden van Han Huandi, als keizer over het Chinese Keizerrijk.

## Geboren
- Cao Ren, Chinees veldheer (overleden 223)

## Overleden
- Han Huandi (36), keizer van het Chinese Keizerrijk